# Салнава

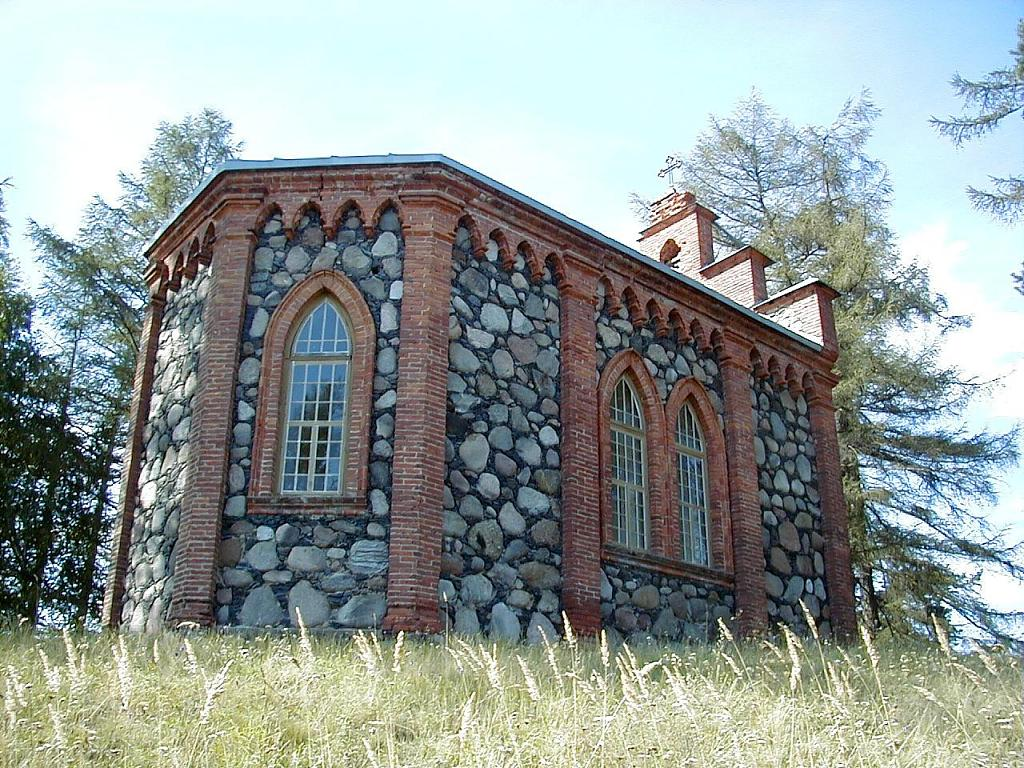
Католическая церковь

Са́лнава (латыш. Salnava) — населённый пункт в Карсавском крае Латвии. Административный центр Салнавской волости. Находится у региональной автодороги P48 (Карсава — Тилжа — Дублюкалнс). Расстояние до города Карсава составляет около 9 км, до города Лудза — около 39 км.
По данным на 2017 год, в населённом пункте проживало 218 человек. В Салнаве есть волостная администрация, начальная школа, дом культуры, библиотека, фельдшерский пункт, почта, несколько магазинов, католическая церковь. Католическая церковь и комплекс поместья Салнава (главный дом, сарай, парк) являются объектами культурного наследия местного значения.

## История
Ранее в селе находилось имение Салнава, принадлежавшее роду Вульфиус.
В советское время населённый пункт был центром Салнавского сельсовета Лудзенского района. В селе располагалась центральная усадьба совхоза «Сала».